# Téléphérique Stresa-Alpino-Mottarone
Le téléphérique Stresa-Alpino-Mottarone est une remontée mécanique située dans la commune de Stresa, dans le Piémont, reliant la ville au sommet du Mottarone. 
Il est connu pour l'accident survenu le dimanche 23 mai 2021, au cours duquel quatorze personnes sont décédées.

## Histoire

### Projet et démantèlement du chemin de fer du Mottarone
L'idée de créer un téléphérique reliant Stresa au sommet du Mottarone remonte aux années 1960,, lorsque la société gérant le chemin de fer du Mottarone a commencé à penser à remplacer le lent et ancien train — datant de 1911 — par un nouveau système plus fonctionnel, plus rapide et plus efficace. Le projet retenu pour le futur téléphérique est celui de l'architecte Mario Cracchi. Dans la seconde moitié de 1963, les travaux de démantèlement du chemin de fer du Mottarone commencèrent.

### Construction et inauguration
Les travaux de construction du téléphérique ont commencé en 1967. La société Piemonte Funivie a été choisie pour la mécanique,, la société Impresa Poscio pour le gros œuvre et la société allemande WDI (Westfälische Drahtindustrie GmbH de Hamm) pour le câblage.
Les travaux et essais prendront fin avec l'inauguration le 1er août 1970. Durant cette période de près de six ans, la liaison Stresa-Mottarone était toujours garantie par un bus de la société SAN (Società Autoservizi Nerini).
Le parcours s'effectue en deux tronçons soutenus par trois pylônes chacun. Le premier tronçon relie Stresa depuis le lac au lieu-dit Lido di Carciano au village d'Alpino. Le second tronçon part d'Alpino et rejoint la station de Mottarone.

### Interventions ultérieures
En 2002, le téléphérique a subi une révision extraordinaire effectuée par la société Poma Italia (devenue plus tard Agudio).
En 2009, un télésiège biplace construit par la société Leitner a été ajouté. Ce nouveau trajet permet de partir de la gare de Mottarone et de rejoindre la croix au sommet de la montagne (1 491 m d'altitude), aux pistes de ski et à Alpyland, une nouvelle zone de loisirs construite en 2010 et composée de montagnes russes (bobsleigh sur rails),.
Fermé en 2014 pour révision générale, après plusieurs incertitudes, la maintenance et la modernisation du téléphérique ont été confiées à la société Leitner. La réouverture du téléphérique a eu lieu le 13 août 2016. Les stations ont également été rénovées entre octobre et décembre 2016.

### Accident de 2021
Le 23 mai 2021, vers 12 h 30, l'une des cabines du téléphérique s'écrase au sol à environ 100 mètres de la station du sommet ; sur les 15 passagers à bord, 14 ont perdu la vie et un a été grièvement blessé,,,,. L'accident a eu un retentissement international, les personnes décédées étant de nationalités diverses, sept Italiens, une famille de cinq Israéliens dont quatre résidant en Italie (l'enfant de 5 ans survivant est de cette famille) et un Iranien résidant aussi en Italie,,.
Le seul incident majeur précédent remonte à juillet 2001 — vingt ans plus tôt — avec le blocage temporaire d'une cabine et le sauvetage de quarante touristes, tous indemnes.

## Caractéristiques et itinéraire
Le téléphérique est structuré en deux sections, chacune ayant deux cabines d'une capacité de 35 personnes. À l'intérieur des cabines, un moniteur et une voix préviennent les passagers de l'arrivée à destination et fournissent surtout des informations sur les attractions entourant le sommet.
Le premier tronçon du téléphérique commence à 205 m d'altitude à Lido di Carciano, à Stresa et atteint la zone alpine, où se trouve le jardin botanique Alpinia.

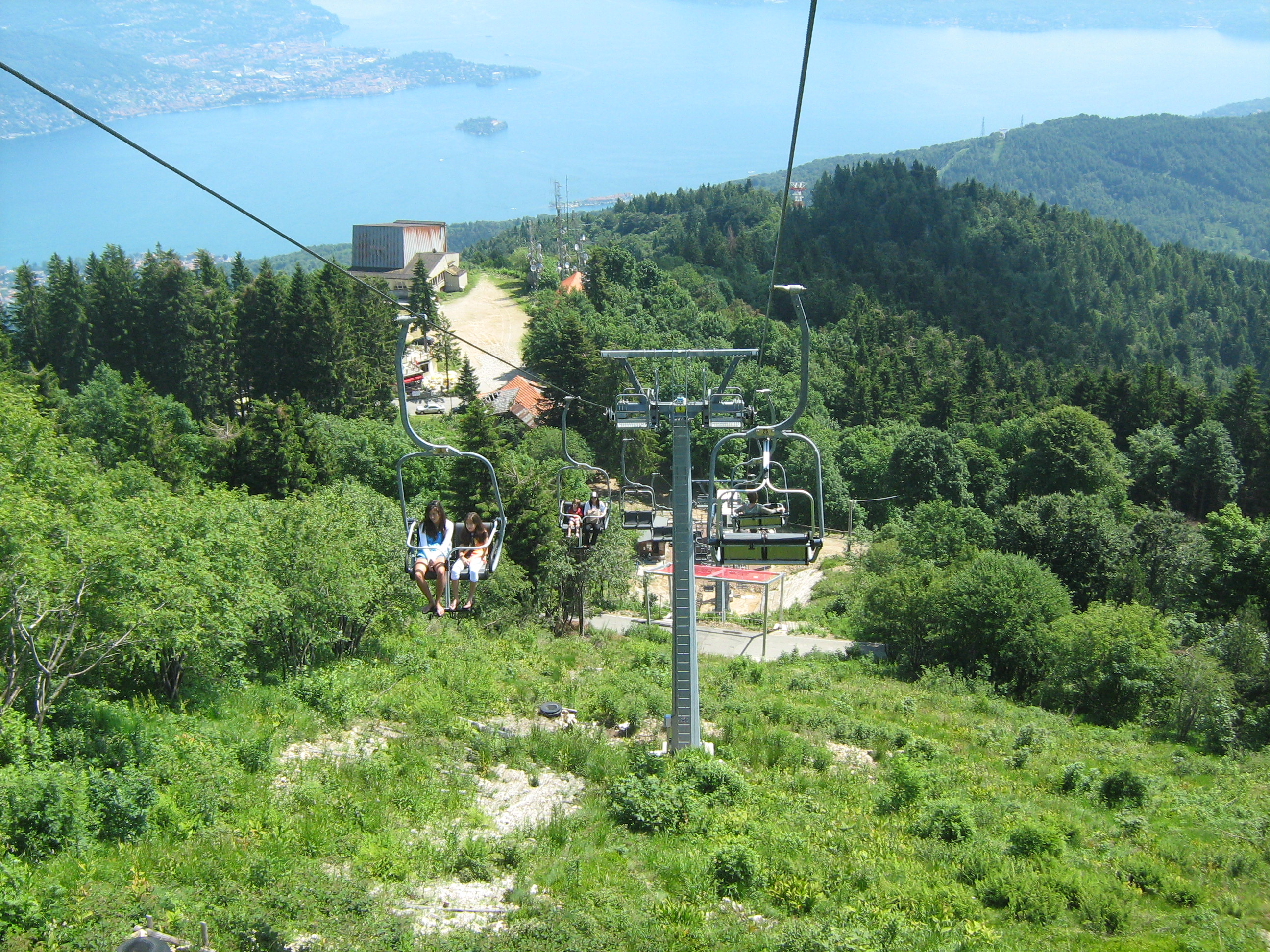
Le télésiège du sommet.

Le deuxième tronçon commence à 803 m d'altitude de l'Alpino et atteint un plateau immédiatement en-dessous du sommet du Mottarone, situé à 1 385 m d'altitude. De cette position, il est possible d'atteindre le sommet à 1 491 m d'altitude, soit à pied, soit au moyen d'un télésiège construit en 2009.